# ロシア鉄道TG21形ディーゼル機関車
ロシア鉄道TG21形ディーゼル機関車（ロシア語: ТГ21）は、1992年から1995年にかけて製造された貨物用ディーゼル機関車。1,067mm軌間のサハリンの鉄道へ向けて作られた。この項目では同型の旅客用ディーゼル機関車であるTG22形（ロシア語: ТГ22）や、TG21・TG22形を基に製造されたプッシュプル列車のDL2形（ロシア語: ДЛ2）についても解説する。

## 概要・運用
1991年のロシア連邦成立の時点で製造から30年前後が経過していたTG16形ディーゼル機関車の置き換え用として製造された機関車。TG21形は片運転台式の車体を連結した2車体連結式の貨物用機関車として設計された一方、TG22形は単機運行が可能な旅客用機関車であった。車体の塗装はTG21形は青を基調としたものである一方、TG22形は青・赤の2種類が存在した他、前面の塗装が若干異なっていた。エンジンとしてバラコボ工場（ロシア語: Балаковского завода ）製の221D形（221Д）が2基搭載され、冷却装置もTG16形から強化された。
1992年にTG22形が、翌1993年にTG21形の製造が始まったが、サハリンの鉄道の最大軸重は20tであるにもかかわらずTG21形・TG22形の軸重は22tであり、製造後長期に渡ってユジノサハリンスク機関区へ留置された。1999年前後には再塗装が行われ本格的な稼働が検討されたが結局その後も運転に就く事はなく、2006年の時点でも全車が留置されている事が確認されている。

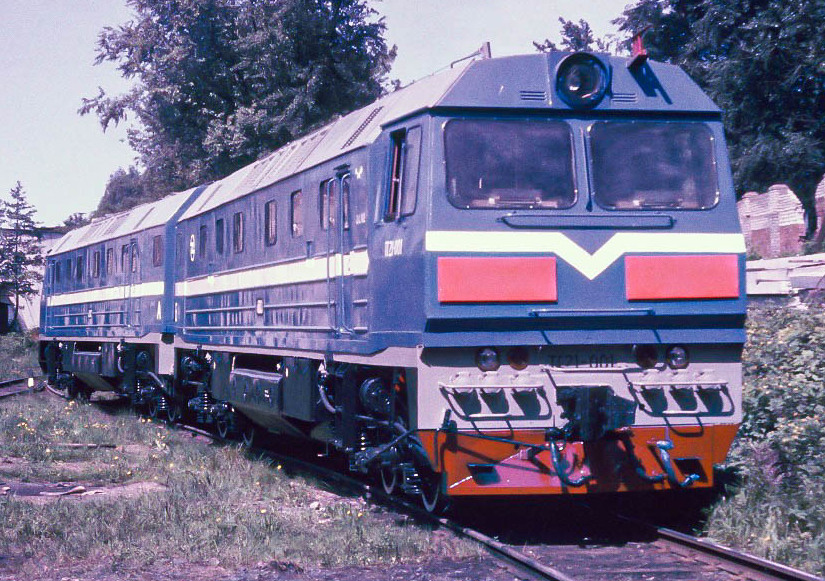
TG21-001（青色）
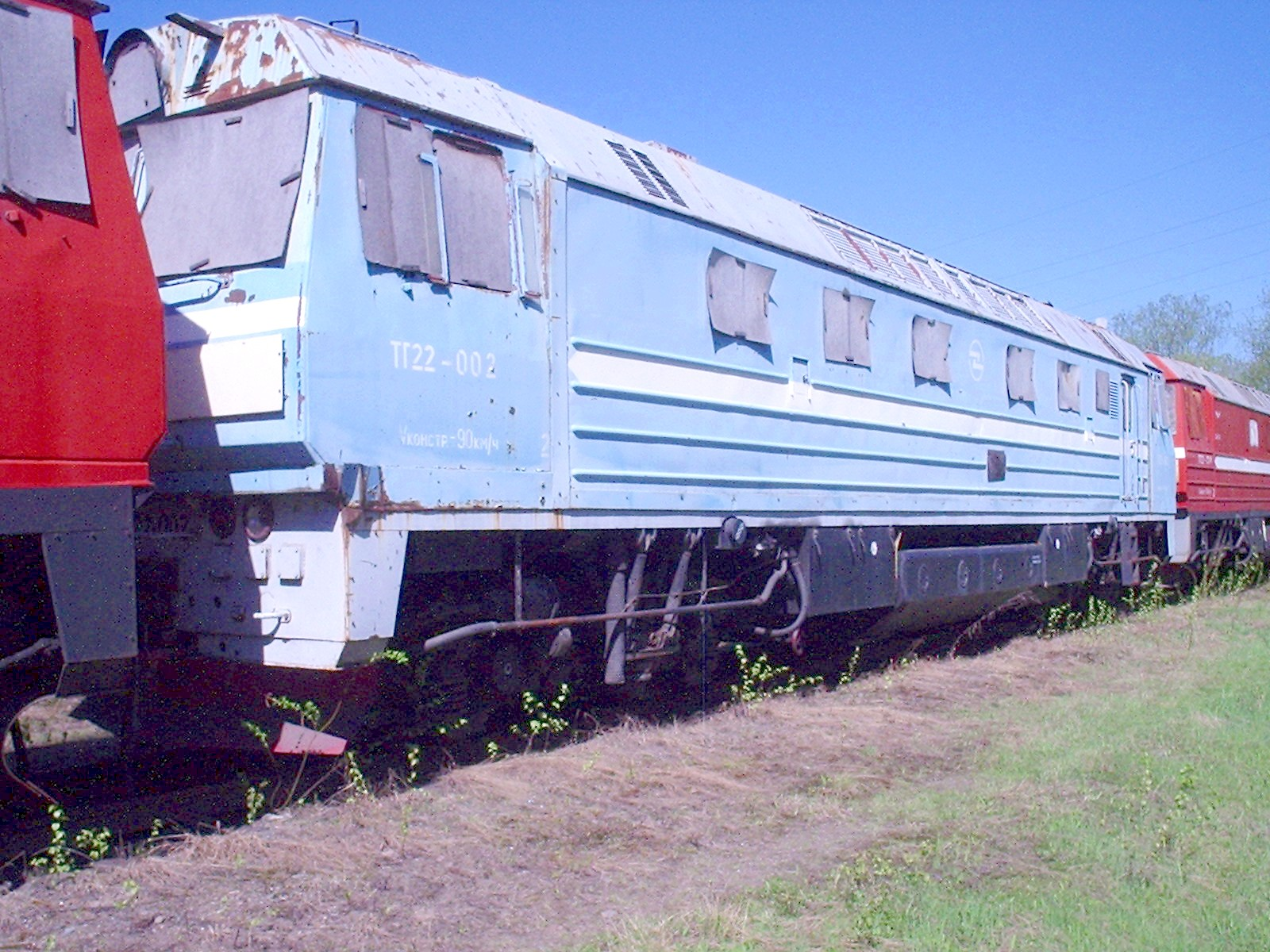
TG22-002（青色）

## DL2形（ДЛ2）
1,520 mm軌間のロシア本土へ向けて試作されたプッシュプル列車。TG21・TG22形を基に設計が行われた片運転台式の機関車2両がトヴェリ車両工場製の客車10両を挟む12両編成が組まれ、最高速度は120 km/hだった。ロシア鉄道南東鉄道支社で試運転が実施されたが、機関車における運転室と機器室の間に亀裂が生じるという欠陥が見つかり、リュジノウスキー機関車工場で修復が行われたものの、資金不足により開発は中断された。

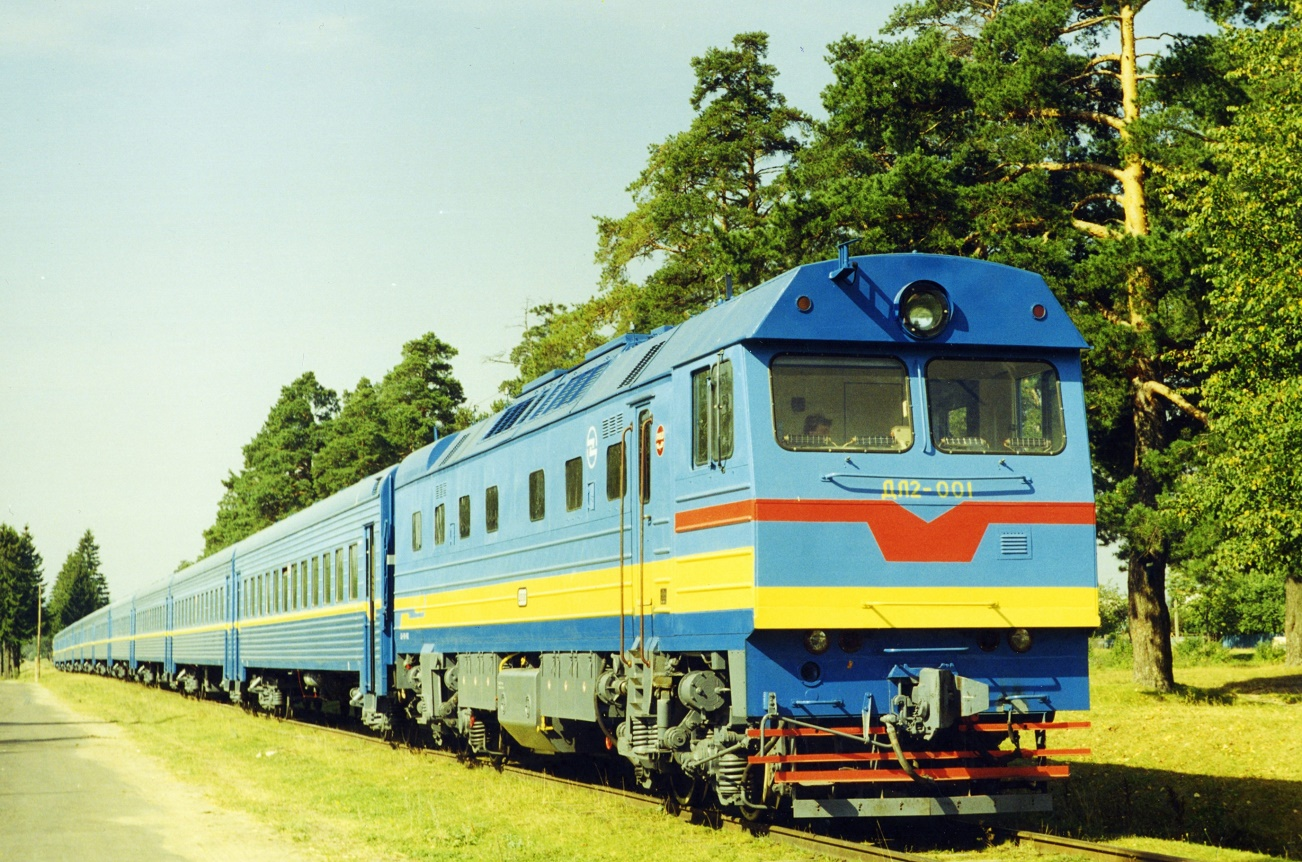
DL2-001 プッシュプル列車
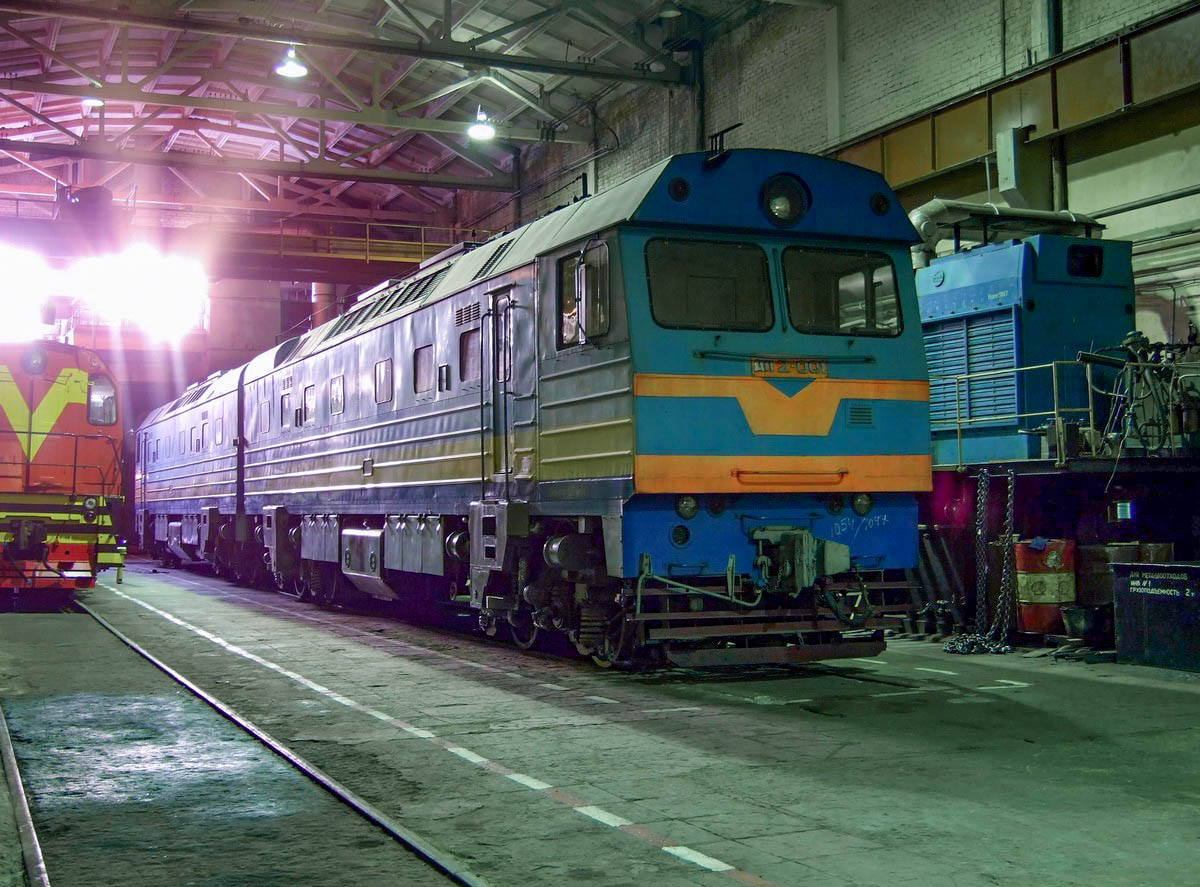
DL2-001 ディーゼル機関車

## 参考資料
- 竹島紀元「サハリンの鉄道1999 国鉄車両の現況とオハ鉄道」『鉄道ジャーナル』第33巻第12号、鉄道ジャーナル社、1999年12月、115-119頁、ISSN 0288-2337。

- Абрамов Е.Р (2015). Локомотивы и моторвагонный подвижной состав с двигателями внутреннего сгорания отечественных железных дорог. Москва́